# Štefan (steklenica)
Štefan je tradicionalna slovenska steklenica za pijačo, predvsem vino; steklenica ima prostornino 2 litra. 

## Ostali izrazi za naročevanje večje količine vina
- polič označuje 0,75-litrsko steklenico,
- bokal označuje steklenico 1,5 litra
- štefan označuje 2-litrsko steklenico,
- janez označuje 3-litrsko steklenico,
- urban označuje 4-litrsko steklenico in
- martin za steklenico prostornine 5 litrov.
- pic označuje 100-litrsko steklenico.
- bok označuje 250-litrsko steklenico.

## Izrek
- »Birt, štefan vina na mizo!«